# Zhu Ting
Zhu Ting, född 29 november 1994 i Dancheng, är en kinesisk volleybollspelare. Hon blev olympisk guldmedaljör i volleyboll vid sommarspelen 2016 i Rio de Janeiro. Zhu Ting har flera gånger blivit utsedd till mest värdefulla spelare vid större internationella mästerskap.  Vid olympiska sommarspelen 2020 (som hölls 2021) var hon flaggbärare.